# 涅普頓號戰艦
涅普頓号战列舰是英国设计建造的一艘战列舰。
涅普頓号战列舰1909年1月开工。该舰明显改变了以往英国无畏型战列舰的主炮炮塔的布局形式，舰体舯部P、Q炮塔呈阶梯状布置在舰体两舷，炮塔转动一定角度时可向另一舷射击，但反向射角不大，射界有限。舰体艉部X、Y炮塔采用背负式布置，但是由于炮塔防护较以往英国战列舰没有明显提高，两座炮塔容易连带受损。为保持重心，上层建筑被隔成三个部分由小艇飞桥连接，更造成火炮射界不良，服役后拆除。
英国政府1908年度预算为平衡财政赤字，只批准海军建造一艘涅普頓号(Neptune)战列舰。由于意识到德国海军与日俱增的威胁，1909年英国紧急追加拨款，以涅普頓号为蓝本，建造了两艘改进型——巨像级战列舰。
涅普頓号在第一次世界大战中参加了日德兰海战，战争结束后，根据《华盛顿海军条约》的规定，该舰退役解体。

## 性能数据
- 排水量：标准排水量19,680吨；满载排水量22,720吨
- 外形尺寸(长/宽/吃水)：166.4米/25.5米/8米
- 动力：25000马力；最高速度：21节；续航力：6,330海里/10节
- 武备：10门5座双联装12英寸/50倍径主炮，16座单装4英寸/50倍径副炮，3座18英寸水下鱼雷管
- 装甲：主装甲带（最大）10英寸，甲板0.75－2.5英寸，炮塔（正面）11英寸，炮座9英寸，指挥塔11英寸
- 舰员：757人